# Cartier
Cartier je priimek več oseb:
- Albert Cartier, francoski nogometaš
- Georges-Eugène-Alphonse Cartier, francoski general
- Jacques Cartier, francoski raziskovalec